# Live at the Harlem Square Club, 1963
Albums de Sam Cooke
Night Beat
(1963) Sam Cooke at the Copa
(1964)
Live at the Harlem Square Club, 1963, est le 14e album, et second album live, du chanteur de soul Sam Cooke, enregistré lors d'un concert à Miami au début de l'année. Il fait figure de classique, dans sa tension et l'émotion que le chanteur, libre, dégage. Les titres, tous composés par Cooke à l'exception du medley, figuraient sur les précédents LPs du chanteur.
L'album, commercialisé seulement en 1985, a connu une nouvelle jeunesse après 2000 (sortie du coffret The Man who Invented the Soul) et 2005 (réédition de l'album). La post-production arrangea le son de l'œuvre originale, étouffant quelque peu le son de l'audience, comme souvent très présente dans les concerts du genre. 
En 2003, le magazine américain Rolling Stone a placé cet albums en 443e position de son classement des 500 plus grands albums de tous les temps, et en 439e position du classement 2012. Il est aussi cité dans l'ouvrage de référence de Robert Dimery Les 1001 albums qu'il faut avoir écoutés dans sa vie.
L'introduction du film Ali (Michael Mann) illustre ce concert.

## Titres
Toutes les chansons sont de Sam Cooke, sauf mention contraire.
1. Feel It – 3:41
2. Chain Gang – 3:19
3. Cupid – 2:46
4. Medley: It's All Right / For Sentimental Reasons (Cooke / Best, Watson) – 5:06
5. Twistin' the Night Away – 4:20
6. Somebody Have Mercy – 4:38
7. Bring It on Home to Me – 5:42
8. Nothing Can Change This Love – 3:40
9. Having a Party – 4:09

## Musiciens
- Sam Cooke : chant
- King Curtis : saxophone
- Tate Huston : saxophone
- Clifton White : guitare
- Cornell Dupree : guitare
- Jimmy Lewis : basse
- George Stubbs : piano
- Albert Gardner : batterie